# Aleuropapillatus
Aleuropapillatus es un género de hemíptero de la familia Aleyrodidae, con una subfamilia: Aleyrodinae.

## Especies
Las especies de este género son:
- Aleuropapillatus gmelinae (David, Jesudasan & Mathew, 1988)
- Aleuropapillatus kumariensis Regu & David, 1993